# Selaginella taylorii
Selaginella taylorii là một loài dương xỉ trong họ Selaginellaceae. Loài này được Valdespino mô tả khoa học đầu tiên năm 1993.